# Duaca
Duaca ist eine Stadt im Bundesstaat Lara. Es ist Verwaltungssitz vom Bezirk Crespo.
Schon im Jahr 1643 existierte Duaca als Indianerdorf, das von einem Priester verwaltet wurde.